# Маджид Хоссейні
Маджид Хоссейні (перс. سید مجید حسینی, нар. 20 червня 1996, Кередж) — іранський футболіст, захисник клубу «Ланс» та національної збірної Ірану.

## Клубна кар'єра
Народився Маджид Хоссейні в місті Кередж. Розпочав займатися футболом у юнацькій команді футбольного клубу «Сайпа». У 2014 році він перейшов до столичного клубу «Естеглал», в якому й дебютував у найвищому дивізіоні Ірану. Проте, відігравши за сезон лише 3 матчі, Хоссейні у 2015 році на правах оренди перейшов до клубу «Рах Ахан». За рік, після закінчення строку оренди, футболіст повернувся до «Естеглала». Після цього Хоссейні зумів завоювати місце в основі тегеранської команди, в складі якої він став володарем Кубка Ірану, а також увійшов до символічної збірної сезону 2017—2018 років.
30 липня 2018 року Маджид Хоссейні став гравцем турецького клубу «Трабзонспор». У 2021 році іранський футболіст перейшов до іншого турецького клубу «Кайсеріспор». З початку 2023 року Хоссейні перейшов до французького клубу «Ланс».

## Виступи за збірні
2012 року дебютував у складі юнацької збірної Ірану, взяв участь у 26 іграх на юнацькому рівні, відзначившись 6 забитими голами.
Протягом 2014—2017 років залучався до складу молодіжної збірної Ірану. На молодіжному рівні зіграв в 11 офіційних матчах.
19 травня 2018 року Хоссейні дебютував у складі національної збірної Ірану в товариському матчі зі збірною Узбекистану.
У складі збірної був учасником чемпіонату світу 2018 року у Росії. На чемпіонаті світу зіграв у двох матчах групового турніру проти збірних Іспанії та Португалії. У 2019 році Хоссейні був включений до складу іранської збірної на Кубок Азії з футболу. У 2022 році Хоссейні включений до складу збірної на чемпіонат світу 2022 року в Катарі, де зіграв у матчі групового турніру зі збірною Англії.
| Дата       | Місто   | Господарі | Результат | Гості      | Турнір           | Голи | Примітки |
| ---------- | ------- | --------- | --------- | ---------- | ---------------- | ---- | -------- |
| 19-05-2018 | Тегеран | Іран      | 1 – 0     | Узбекистан | товариський матч | -    | 90'      |
| Усього     |         | Матчів    | 1         |            | Голів            | 0    |          |

## Титули і досягнення
- Володар Кубка Ірану (1):

«Естеґлал»: 2017-18
- Володар Кубка Туреччини (1):

«Трабзонспор»: 2019-20
- Володар Суперкубку Туреччини (1):

«Трабзонспор»: 2020